# Râul Horlești
Râul Horlești este un curs de apă, afluent al râului Voinești.